# Guillem I de Blois
Guillem I de Blois (vers 1136 - 11 d'octubre de 1159) va ser comte de Boulogne i de Surrey.
Era el tercer fill del rei Esteve de Blois (comte de Mortain, després duc de Normandia i rei d'Anglaterra) i Matilde de Boulogne († 1152), comtessa de Boulogne. La seva mare no va ser present a la coronació del seu marit el 1135 perquè probablement estava embarassada de molts mesos i seria llavors quan va néixer Guillem.
Vers el 1147 es va casar amb Isabel de Warenne († 1199), comtessa de Surrey, filla i hereva de Guillem (III) de Warenne († 1148). Es seu pare li volia fer jugar algun paper en la política del regne i aquest matrimoni augmentava el control de la corona a l'Ànglia Oriental i el sud-est on els Warenne tenien nombroses possessions; a Ànglia Oriental Hug Bigot, 1r comte de Norfolk, tenia una lleialtat dubtosa i aquest matrimoni permetia contenir-lo. D'altra banda Guillem va rebre autoritat sobre el comtat de Norfolk amb només algunes excepcions, i també va rebre l'honor de Pevensey (Surrey), cosa que el va elevar a gran baró del regne.
El germà gran Balduí va morir en la infància, però quan va morir el segon fill, Eustaqui IV de Boulogne, el 1153, va heretar el comtat de Boulogne i l'honor anglès de Boulogne, però no fou nomenat hereu d'Anglaterra: el seu pare Esteve, decidit a fer les paus amb el seu cosí Enric Plantagenet, duc de Normandia i fill de Matilde l'Emperadriu, i posar fi a la guerra civil que ja durava 18 anys, va firmar el tractat de Wallingford (1153), perquè Guillem perdia el seu dret a la corona d'Anglaterra i el seu pare va adoptar al futur Enric II com el seu hereu i successor; Esteve va assegurar però la prosperitat de Guillem confirmant la possessió del títol de comte de Surrey, les adquisicions fetes per matrimoni i el patrimoni patern i matern en Anglaterra i Normandia.
A la mort del seu pare l'octubre de 1154, va heretar els honors d'Eye (Suffolk), Lancaster i Pevensey a Anglaterra i el comtat de Mortain a Normandia. Això es va unir a l'herència materna (de la qual venia el comtat de Boulogne) i el uxori (les terres dels Warenne a Anglaterra i Normandia) i l'honor de Pevensey. Per Thomas K. Keefe, això representava probablement la més gran reunió de terres i de poder mai tingudes en l'esfera anglo-normanda d'aquest temps, excepte potser Robert II de Bellême. En els seus dominis era el sobirà sobre 600 cavallers vassalls.
Guillem no obstant hauria preferit la successió al tron anglès i va quedar decebut per la decisió del seu pare. Gervasi de Cantorbéry esmenta un complot flamenc que va intentar matar a Enric Plantagenet a Cantorbery, a l'inici de l'any 1154, instigat segurament per Guillem d'Ypres, l'antic cap dels mercenaris flamencs d'Esteve d'Anglaterra; segons Gervasi, Guillem de Blois hauria tingut coneixement del pla dels mercenaris i fins i tot i hauria donat el vistiplau; però per Thomas K. Keefe, Guillem no hi va estar implicat i es refereix a la fractura d'una cama que va patir a Cantorbery i que el deixava sense mobilitat; en tot cas el complot fou descobert i Guillem va haver de fugir; es va poder refugiar a Rochester i després va travessar la Mènega per arribar a Normandia. La mort del seu pare va posar fi a les seves possibles ambicions i a més no tenia gairebé suports.
Enric II Plantagenet fou llavor coronat i va aïllar políticament a Guillem fins on fou possible, esperant una oportunitat per reduir la seva potència; aquesta oportunitat es va presentar el 1157 després d'un conflicte obert amb Hug Bigot a l'Ànglia Oriental; llavors li va confiscar totes les terres de Normandia i Anglaterra i només li va deixar l'herència paterna i materna però conservant el control de les fortaleses. Guillem ja no era una amenaça i Enric va consentir llavors a armar-lo cavaller el 24 de juny de 1158 a Carlisle (Cúmbria). Guillem es va unir a la força angevina que va anar al comtat de Tolosa el 1159 i en el camí de tornada va morir l'octubre de 1159 de la mateixa malaltia que havia afectat a les tropes reials a les portes de Tolosa.
Fou enterrat a Montmorillon al Poitou. No deixava descendència, Enric II va agafar totes les seves possessions i títols anglo-normands. El comtat de Boulogne va passar a la seva germana Maria de Boulogne, que fou treta d'un convent de Romsey i casada per força amb Mateu de Lorena o d'Alsàcia. La seva vídua Isabel es va casar amb Hamelí (1130-1202), fils il·legítim de Jofré V d'Anjou, germanastre d'Enric II, que va agafar el títol de comte de Surrey.